# Ellinikó
Ellinikó (grec moderne : Ελληνικό, qui signifie « grec »), officiellement aussi Hellinikón (katharévousa : Ἑλληνικόν) est une localité de la banlieue d'Athènes, en Grèce. Depuis la réforme Kallikratis (2011) elle fait partie du nouveau dème (municipalité) d’Ellinikó-Argyroúpoli, dont elle constitue un district municipal.

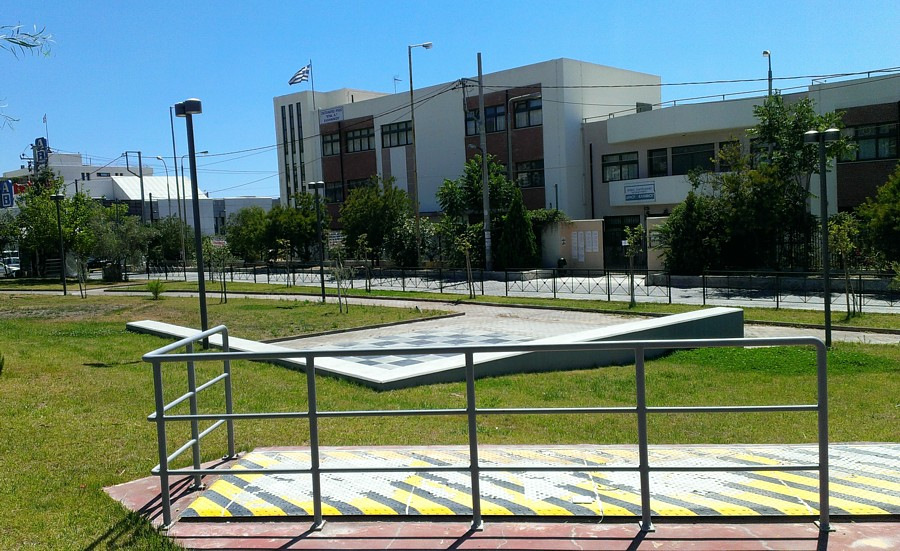
Elliniko – Vue

À Ellinikó se trouve l’ancien aéroport d’Athènes, l’Aéroport international d'Hellinikon, remplacé depuis 2001 par l’Aéroport international d'Athènes Elefthérios-Venizélos. Le site de l’ancien aéroport couvre un tiers du district municipal.
Sur ce site, le Complexe olympique d'Helliniko aménagé pendant les Jeux olympiques d'Athènes de 2004 comprenait le bassin de canoë-kayak slalom, les stades olympiques de hockey sur gazon, de baseball et de softball le Hall d'escrime, ainsi qu'une immense salle où se déroulèrent des matchs de basket et de handball.
Un important projet immobilier à destination touristique, l'un des plus grands d'Europe, est en cours de construction, sur l'ancien site du complexe olympique et de l'aéroport. Le projet doit comprendre 10 000 logements sur 600 hectares. Il est construit par l'entreprise  Lamda Development  dirigée par Spiro Latsis.

## Transport
Elle dispose de la station Ellinikó sur la ligne 2 du métro d'Athènes.

## Économie
La compagnie aérienne Hellenic Imperial Airways (en) a son siège à Ellinikó.

## Administration publique
La Direction grecque de l'Aviation civile (en) a son siège à Ellinikó, ainsi que le Service météorologique national hellénique.

## Climat
Ellinikó a une température moyenne annuelle de 18,2 °C et reçoit 364,8 mm de précipitations par an. Son climat est considéré semi-aride avec de fortes influences méditerranéennes et un ciel ensoleillé toute l'année.
| Mois                              | jan. | fév. | mars | avril | mai  | juin | jui. | août | sep. | oct. | nov. | déc. |
| --------------------------------- | ---- | ---- | ---- | ----- | ---- | ---- | ---- | ---- | ---- | ---- | ---- | ---- |
| Température minimale moyenne (°C) | 7    | 7,1  | 8,4  | 11,4  | 15,8 | 20,1 | 22,8 | 22,8 | 19,6 | 15,6 | 12   | 8,8  |
| Température maximale moyenne (°C) | 13,6 | 14,1 | 15,7 | 19,4  | 24,1 | 28,7 | 31,8 | 31,7 | 28,2 | 23,2 | 18,8 | 15,2 |
| Précipitations (mm)               | 48,3 | 40,9 | 39,7 | 26    | 15,2 | 5,6  | 5,2  | 7    | 9,6  | 47,8 | 55,4 | 64,1 |

## Historical population
| Année | Population |
| ----- | ---------- |
| 1981  | 11 498     |
| 1991  | 13 517     |
| 2001  | 16 740     |

## Sources
- (en) Cet article est partiellement ou en totalité issu de l’article de Wikipédia en anglais intitulé « Elliniko » (voir la liste des auteurs).